# Tapethok
Tapethok – gaun wikas samiti we wschodniej części Nepalu w strefie Meći w dystrykcie Taplejung. Według nepalskiego spisu powszechnego z 2001 roku liczył on 305 gospodarstw domowych i 1545 mieszkańców (744 kobiet i 801 mężczyzn).